# Accord de libre-échange entre la Corée du Sud et la Colombie
L'accord de libre-échange entre la Corée du Sud et la Colombie est un accord de libre-échange signé le 21 février 2013. L'accord doit réduire la quasi-totalité des droits de douane entre les deux pays sur un horizon de 10 ans. Des produits comme le riz, le lait en poudre, l'ail, les poivrons, les oignons ne sont pas ou peu concernés par cet accord.